# 加茂村 (愛媛県)
加茂村（かもむら）は愛媛県東予地方の新居郡にあった村である。
1956年（昭和31年）に、大保木村、新居浜市大生院の一部とともに西条市に編入合併され、自治体としては消滅した。現在の西条市の南東部、四国山地の山中、高知県と境を接する。

## 地理
東から笹ヶ峰、寒風山、伊予富士、東黒森、西黒森と連なる石鎚山系の山々の北山腹。加茂川の支流、谷川及びその支流が高知県との境をなす山々から発し、北流し、東宮で加茂川と合流する。
山
笹ヶ峰ほか
河川
谷川
村名の由来
加茂川に由来。平安時代に神野郡「賀茂郷」としてその名が見える。（ただし、賀茂郷はその範囲は必ずしも明確ではないが、飯岡村の地域も含む広い範囲であったと推定されている。）

## 歴史

### 略史
近世
- 西条藩領。

明治以降
- 明治時代なかば頃　基安鉱山の発見。
- 1901年（明治34年）　大字千町山に加茂郵便局開局。
- 1912年（大正元年）　大字藤之石にて愛媛水力電気会社により発電開始。
- 1918年（大正7年）　県道加茂西条線の計画立てられ、整備始まる。
- 大正時代末期から昭和初期にかけて民間により基安鉱山の採掘が行われる。
- 1943年（昭和18年）　基安鉱山の採掘権が住友に移る。
- 1952年（昭和27年）　基安鉱山の採掘が盛んになる。この頃から、鉱石の搬出が索道から道路に転換。最盛期には小学校も設置されていた。
- 1954年（昭和29年） 県道加茂西条線県道指定。（1962年（昭和37年）国道昇格（国道194号））

### 村の沿革
- 1889年（明治22年） - 町村制施行により新居郡荒川山（あらかわやま）、千町山（せんじょうやま）、藤野石山（ふじのいしやま）の3村が合併し、新居郡加茂村として発足。大字千町山に役場をおく。
- 1956年（昭和31年） - 大保木村、新居浜市大生院の一部とともに西条市に編入合併し、加茂村は自治体としては消滅した。

```
加茂村の系譜
（町村制実施以前の村）　（明治期）　　　　　（昭和の合併）　（平成の合併）
　　　　　　　　　　　　町村制施行時
荒川山━━━━┓
千町山━━━━╋━━加茂村━━━━━━━━┓昭和31年
藤野石山━━━┛　　　　　　　　　　　　　┃9月28日
　　　　　　　　　　　　　　　　　　　　　┃　編入
　　　　　　　　　　大保木村━━━━━━━┫
　　　　　　　　　　新居浜市大生院の一部━┫
　　　　　　　　　　　　　　　　　　　　　┃
　　　　　　　　　　　　　　　西条市━━━┻━━━━━━━┓　平成16年11月1日
　　　　　　　　　　　　　　　　　　　　　　　　　　　　　┃　新設合併、
　　　　　　　　　　　　　　　　　　　　　　　　　　　　　┃　新・西条市発足
　　　　　　　　　　　　　　　　　　　　　　　　　　　　　┣━━西条市
　　　　　　　　　　　　　　　　　　　　　　東予市━━━━┫
　　　　　　　　　　　　　　　　　　　　　　丹原町━━━━┫
　　　　　　　　　　　　　　　　　　　　　　小松町━━━━┛

（注記）加茂村以外の合併以前の系譜はそれぞれの市町村の記事を参照のこと。

```

## 地域
合併、発足の3村がそのまま大字となった。藤野石の「野」は「之」となる。
荒川山（あらかわやま）、千町山（せんじょうやま）、藤之石山（ふじのいしやま）
現在では、「山」を省く。（例）西条市荒川

## 教育
- 加茂小学校

## 産業
林業中心。
基安鉱山（銅山）

## 交通
鉄道は村内にはない。
国道194号が通じている。

## 名所
- 笹ヶ峰
- 止呂ヶ淵